# Schiffstunnel

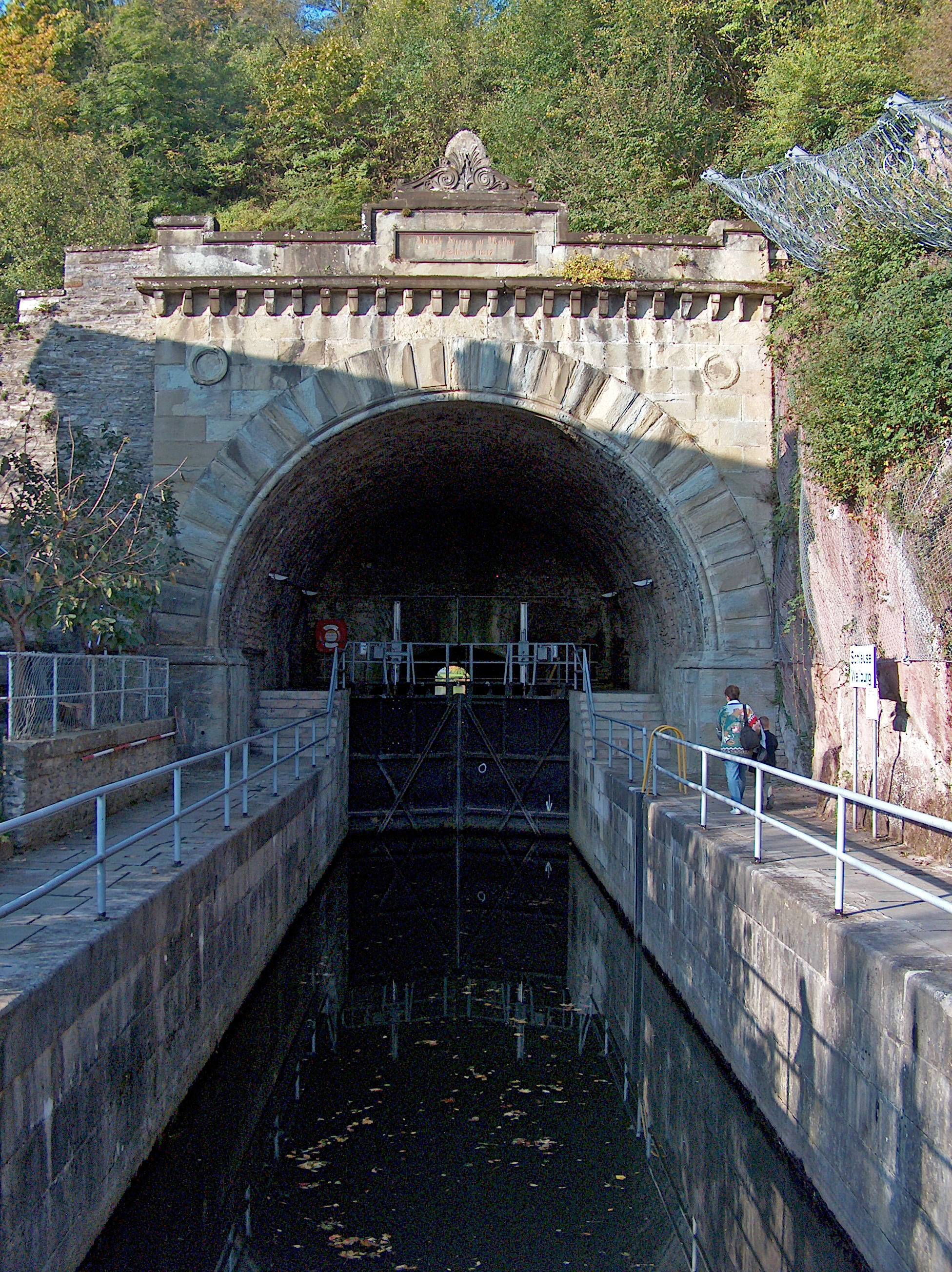
Südportal des Weilburger Schiffstunnels

 Als Schiffstunnel (auch Schifffahrtstunnel oder Kanaltunnel) wird die mit Schiffen befahrbare Unterquerung eines Bergmassivs bezeichnet. Abhängig vom Tiefgang der Schiffe, welche den Tunnel künftig befahren sollen, wird der Tunnelboden entsprechend tief unterhalb der Wasseroberfläche angelegt. Schiffstunnel werden in der Regel errichtet, um gefährliche Fahrtstrecken zu vermeiden oder lange Fahrtstrecken zu verkürzen, ein Kanalbau aber aufgrund der Höhenunterschiede nur mit einer unwirtschaftlich großen Anzahl an Schleusen verwirklicht werden könnte.

## Beispiele
Beispiele sind der Weilburger Schiffstunnel von 1847, der einen zwei Kilometer langen Lahnbogen mit Untiefen nahe Weilburg abschneidet und somit vermeidet, sowie der zwischen 1801 und 1810 errichtete Riquevaltunnel in Nordfrankreich, zum Zeitpunkt der Fertigstellung mit einer Länge von 5670 Metern der längste Verkehrstunnel der Welt.
Der zwischen 1817 und 1837 aufgefahrene 5,6 km lange Tiefe Elbstolln war auch als Schiffstunnel geplant. Er sollte dem Transport der geförderten Steinkohle mit hölzernen Lastkähnen zur Elbe hin dienen, weswegen er auf 3 m Höhe ausgehauen wurde. Durch die Entwicklung der Eisenbahn wurde er obsolet.
Der Koschener Kanal, der seit 2013 in der Niederlausitz den Senftenberger See mit dem Geierswalder See verbindet, besitzt zwei Tunnel zwecks Unterquerung der Bundesstraße 96 und der Schwarzen Elster mit 64 bzw. 90 m Länge
Auf der norwegischen Halbinsel Stadlandet ist die Bohrung des Stad Skipstunnel durch das Kjerringa-Massiv geplant, um künftig das vor Stadlandet außerordentlich unruhige Nordmeer mit kleineren Schiffen nicht mehr befahren zu müssen.
Bei den Schifffahrtskanalprojekten in den Alpen waren zahlreiche Tunnel geplant.
Der in England bei Manchester gelegene Standedge Kanaltunnel wurde zwischen 1795 und 1811 gebaut und hat eine Länge von 5029 m. Damit ist er der längster Kanaltunnel Englands.